# Назирова, Эльмира Мирзарза кызы
Эльмира Мирзарза кызы Назирова (Elmira Mirzərza qızı Nəzirova; 30 ноября 1928, Баку — 23 января 2014, Хайфа) — азербайджанская и израильская пианистка, композитор и музыкальный педагог.

## Биография
Назирова родилась 30 ноября 1928 года в Баку, в семье доктора академика Мирзы Рзы и известной пианистки и педагога Лейлы Мурадовой. Её родители азербайджано-грузино-еврейского происхождения.
В юности она считалась вундеркиндом и была принята в музыкальную школу при Азербайджанской консерватории, в отдельную группу для одарённых детей, вместе с будущими известными пианистами Чингизом Садыховым и Беллой Давыдович, ставшей впоследствии профессором и лауреатом Международного Конкурса пианистов имени Шопена.
Первые профессиональные достижения Эльмиры были настолько впечатляющими, что в 1942 году, в возрасте 14 лет, по личной рекомендации Узеира Гаджибекова она была приглашена в Союз композиторов Азербайджана. В 1944 году представила свои фортепианные прелюдии на «Декаде музыки кавказских республик» в Тбилиси, где её талант пианистки и композитора был высоко оценён многими выдающимися музыкантами, в том числе Рейнгольдом Глиером. Узеир Гаджибеков, почитаемый в Азербайджане как основоположник классической музыки в республике, призвал её продолжить образование в Московской консерватории. В 1947 году Эльмира была принята по классу фортепиано Якова Зака и по классу композиции Дмитрия Шостаковича. Она училась у Шостаковича до 1948 года, когда его обвинили в формализме и уволили.
В 1948 году Назирева вышла замуж за Мирона Фелла, студента Азербайджанского медицинского института, впоследствии ставшего профессором психиатрии. Семья вернулась в Баку, где продолжила обучение в Бакинской консерватории по классу фортепиано Георгия Шароева и композиции Бориса Зейдмана. Эльмира окончила консерваторию в 1950 году по специальности фортепиано и в 1954 году по специальности композиция.
В 1952 году Шостакович дважды приезжал в Баку — в марте он участвовал в концерте собственных произведений, а позже в декабре посетил премьеру балета «Семь красавиц» Кары Караева, своего бывшего ученика и близкого друга. В свою очередь Эльмира ездила в Москву для участия в различных проектах, организованных Союзом композиторов СССР . Отношения между Назировой и Шостаковичем переросли в это время в новую и всё возрастающую интеллектуальную близость.
В 1951 году вместе с русским виолончелистом Святославом Кнушевицким Назирова исполнила свою Сонату для виолончели в Малом зале Московской консерватории. В том же году она начала преподавать фортепиано в Азербайджанской консерватории. С 1953 года она была членом Союза композиторов СССР и Союза композиторов Азербайджана. В 1971 году она стала профессором той же консерватории, а в 1972 году была назначена деканом фортепианного факультета. В том же году награждена Почётной грамотой Президиума Верховного Совета Азербайджанской ССР. Её работа получила официальное признание в 1964 году, с присвоением звание «Заслуженный артист Азербайджанской ССР».
В 1990 году семья переехала в Израиль, где Эльмира Назирова продолжила активную преподавательскую и общественную работу. Её ученики представляют культуру Азербайджана в разных странах и среди них есть победители ряда международных конкурсов. Эльмира активно помогала своему мужу, профессору Мирону Феллю, в создании одной из первых организаций азербайджанских эмигрантов в Израиле «Хайфа-Баку», а затем АЗИЗ (Азербайджанская международная организация). Она остаётся дочерью Азербайджана, активно популяризируя среди израильтян историю, культуру и искусство родной страны.
В 2004 году 75-летие Эльмиры Назировой отмечалось в Азербайджанской государственной филармонии «Муслим Магомаев». Пианистка была награждена орденом «За заслуги перед СССР».
Эльмира Назирова умерла 23 января 2014 года в городе Хайфа, Израиль. У неё осталось двое детей, четверо внуков и двое правнуков. Её сын — талантливый композитор Эльмар Фелл, а один из внуков — известный американский джазмен Тимур Фелл.

## Переписка с Шостаковичем
4 апреля 1953 года Эльмира получает первое письмо от Шостаковича, в котором он упоминает об ошибках, допущенных при печати первого издания его «Прелюдий и фуг». Это положило начало переписке, длившейся три с половиной года. Шостакович делится своими философскими размышлениями о жизни и сущности творчества композитора. Но прежде всего в этих письмах отражены его глубокие и сложные чувства, в которых восхищение Назировой сочетается с глубочайшим уважением и признательностью за её профессиональные способности и успехи. Он выражает большой интерес к сочинениям Назировой в то время — Фортепианные вариации, Этюды, Концерт для фортепиано с оркестром и др. и подчеркивает свою твердую веру в неё как в одаренного композитора.
Шостакович описал свои чувства к Эльмире как «самое важное событие» в его жизни того времени (письмо от 25 июля 1953 г.). 2 ноября того же года он написал ей: "Я очень скучаю по вам. Если вы не думаете обо мне плохо, пожалуйста, напишите. Я чувствую себя очень плохо и расстроен. Слово от вас поможет мне выздороветь. Он ценил её мнение о своих собственных сочинениях: «Я хотел бы показать вам те свои произведения, которых вы, вероятно, не знаете. И я буду рад узнать ваше мнение о них». В том же письме он сообщил ей о начале своей Десятой симфонии. Отсюда с 25 июня по 30 октября Эльмира получила 18 писем, в которых композитор рассказывал ей о каждом шаге своей работы над симфонией.
В письме от 10 августа 1953 года Шостакович объясняет, что во сне он «слышит» музыку аллегретто. Одиннадцать дней спустя она получила известие, что он включил её имя в мелодию. Он представил две чередующиеся музыкальные подписи — свои инициалы D-Es-CH и её EAEDA. В своих письмах он точно описывает, как он пришёл к каждой букве её имени. До того, как буквы стали известными, многие критики годами ломали голову над этими доминирующими музыкальными фразами. Одни аналитики предполагают, что это разговоры, другие интерпретируют их как описание природы, третьи, хотя и неубедительно, описывают их как портрет Сталина.
После Десятой симфонии переписка между ними со временем уменьшилась. В 1954 году Эльмира получила всего 5 писем, в последующие 2 года только по одному в год. В своём последнем письме от 13 сентября 1956 г. Шостакович сообщил ей о своей женитьбе на Маргарите Кайновой. Сегодня эти письма находятся у наследников Шостаковича в США.

## Творчество
Для Назировой середина 1950-х годов стала периодом важных профессиональных достижений. Участвовала в длительных гастролях как пианистка, путешествуя по России, Грузии, Польше, Чехословакии, Египту и Ираку, играя с разными оркестрами и дирижёрами — азербайджанским Ниязи, украинским Натаном Рахлиным, русским Абрамом Стасевичем, поляком Робертом Сатановски.
Назирова добилась успеха и как композитор. В своих произведениях она сочетает элементы азербайджанской народной музыки, в том числе формы мугама, с влиянием русской фортепианной школы, в традициях Сергея Рахманинова и Александра Скрябина. Её Концерт для фортепиано с оркестром на арабские темы и Албанская рапсодия для двух фортепиано, написанные в соавторстве с Фикретом Амировым, а также её Этюды признаны значительными в развитии музыки в Азербайджане. Она также написала «Детские пьесы», «Прелюдию № 4», музыку к фильмам и театральным постановкам. Её многочисленные прелюдии, сонаты, обработки азербайджанских народных песен, этюды и вариации исполнялись известными музыкантами и симфоническими оркестрами разных стран.
Некоторые работы
- 1940 — Романс для виолончели и фортепиано
- 1942 — Струнный квартет № 1
- 1944 — 12 прелюдий для фортепиано
- 1947 — 5 прелюдий для фортепиано
- 1949 — Струнный квартет № 2
- 1952 — Соната для скрипки и фортепиано
- 1952 — Соната для виолончели и фортепиано
- 1953 — 4 этюда для фортепиано.
- 1953 — Вариации для фортепиано
- 1953 — Увертюра для оркестра
- 1953 — Струнный квартет № 3
- 1954 — Концерт № 1 для фортепиано с симфоническим оркестром.
- 1954 — Сонатина для фортепиано
- 1955 — «Албанская рапсодия для двух фортепиано» (совместно с Фикретом Амировым)
- 1955 — Азербайджанские народные песни для фортепиано
- 1957 — 5 детских спектаклей.
- 1957 — Концерт № 2 для фортепиано на арабские темы (совместно с Фикретом Амировым)
- 1958 — Элегия для скрипки и фортепиано
- 1962 — Азербайджанские народные песни для фортепиано
- 1963 — Азербайджанские народные песни для фортепиано
- 1968 — Концерт № 3 для скрипки и фортепиано.
- 1969 — Соната-поэма